# Glenville (Virgínia Ocidental)
Glenville é uma cidade  localizada no estado norte-americano de Virgínia Ocidental, no Condado de Gilmer.

## Demografia
Segundo o censo norte-americano de 2000, a sua população era de 1544 habitantes.
Em 2006, foi estimada uma população de 1479, um decréscimo de 65 (-4.2%).

## Geografia
De acordo com o United States Census Bureau tem uma área de
2,8 km², dos quais 2,8 km² cobertos por terra e 0,0 km² cobertos por água. Glenville localiza-se a aproximadamente 254 m acima do nível do mar.

## Localidades na vizinhança
O diagrama seguinte representa as localidades num raio de 32 km ao redor de Glenville.